# Sindia (Senegal)
Sindia ist eine Gemeinde (commune) im Département Mbour der Region Thiès, gelegen im zentralen Westen Senegals. Sie ist Sitz der Präfektur des Arrondissement de Sindia und besteht aus dem namensgebenden Hauptort (chef-lieu) sowie weiteren Dörfern (villages) und Weilern (hameaux).

## Geographische Lage
Die Gemeinde Sindia liegt im Hinterland der Petite-Côte, hat aber mit dem Badeort Guérero auch einen viereinhalb Kilometer langen Küstenabschnitt. Der Hauptort liegt 46 Kilometer südöstlich von Dakar und zehn Kilometer nördlich der Départementspräfektur Mbour. Das Gemeindegebiet hat eine Fläche von 246,00 km² und umschließt das Gebiet der Stadt Nguékhokh als Enklave. Benachbarte Kommunen sind im Uhrzeigersinn Popenguine-Ndayane im Westen, Diass im Nordwesten, Tassette im Nordosten, Sandiara im Südosten und im Süden Malicounda, Saly Portudal, Ngaparou und schließlich Somone.

## Geschichte
Im Jahr 1996 wurde die Landgemeinde communauté rurale de Nguékhokh, die neben vielen anderen Ortschaften auch Sindia umfasste, aufgelöst, weil ihr Hauptort Nguékhokh aus dem Umland herausgelöst wurde und den Status einer städtischen Gemeinde (commune) erhielt. Die Landgemeinde führte nach dem neuen Hauptort den Namen communauté rurale de Sindia und erhielt 2014 mit allen Landgemeinden Senegals den Status einer Gemeinde (commune).

## Bevölkerung
Die letzten Volkszählungen ergaben jeweils folgende Einwohnerzahlen:
| Jahr | Einwohner |
| ---- | --------- |
| 2002 | …         |
| 2013 | 33.663    |
| 2023 | 57.056    |

## Verkehr
Die Nationalstraße N 1 führt durch den Hauptort Sindia. Sie verbindet die Stadt nach Nordwesten über Diass mit Diamniadio, Rufisque und den anderen Großstädten der Metropolregion Dakar sowie nach Süden und Osten mit Saly Portudal, Mbour, Fatick, Kaolack, Birkelane, Kaffrine, Malem Hodar, Koumpentoum und Tambacounda und mit der malischen Grenze bei Kidira. Die parallel zur N1 geführte mautpflichtige Autoroute 1 hat im Gemeindegebiet die Anschlussstelle 14 Sindia - Popenguine.
Über den in Diass zehn Kilometer entfernt gelegenen Flughafen Dakar-Blaise Diagne ist Sindia an das internationale Luftverkehrsnetz angeschlossen.
Zwei Kilometer nordöstlich der Stadtmitte von Sindia liegt an der Route Thiès–Sindia der im Jahr 2008 eröffnete Circuit de Dakar – Baobabs, die erste permanente  Motorsport-Rennstrecke in Westafrika.